# Freie Comenius Schule Darmstadt
Die Freie Comenius Schule ist eine von Eltern im Jahr 1986 gegründete und getragene Grundschule und Integrierte Gesamtschule in Darmstadt im Stadtteil Kranichstein.
Als genehmigte Ersatzschule in freier Trägerschaft arbeitet sie nach einem eigenen Konzept, in dem Elemente von unterschiedlichen Vertretern der klassischen Reformpädagogik mit neueren Ideen kombiniert wurden. Neben grundlegenden Ideen des Namensgebers Johann Amos Comenius prägen vor allem Grundsätze der Freinet-Pädagogik nach Célestin Freinet und strukturierende Elemente der Jena-Plan-Pädagogik den Schulaufbau und das Schulleben. Somit kann die Freie Comenius Schule sowohl zu den Jena-Plan-Schulen wie auch zu den Freinet-Schulen gezählt werden. Die Mitbestimmung der Eltern darf als weiteres wichtiges Merkmal hervorgehoben werden.

## Pädagogische Merkmale
Merkmale der besonderen Pädagogik der Freien Comenius Schule sind unter anderem:
- Inklusion, das heißt gemischte Gruppen für Schüler mit und ohne sonderpädagogischen Förderbedarf (Menschen mit und ohne Behinderung). Wie in der 2009 verabschiedeten UN-Konvention über die Rechte von Menschen mit Behinderungen möchte die Schulgemeinde der Freien Comenius Schule ein inklusiver Bildungsort sein: Hier soll der gemeinsame Unterricht von Schülern mit und ohne Behinderung der Regelfall sein.
- Jahrgangsübergreifende Gruppen (erstes bis drittes Schuljahr, viertes bis sechstes Schuljahr, siebtes bis neuntes Schuljahr)
- Demokratische Schul- und Unterrichtsorganisation
- Keine Ziffernnoten bis einschließlich des 8. Jahrgangs, stattdessen individuelles Feedback und Lernberatung sowie umfangreiche jährliche Entwicklungsberichte und Elterngespräche
- Ganztages-Rhythmus mit besonderer Betonung des sozialen Lernens
- Keine Hausaufgaben
- Mathetisches Lernen – die Lehrpersonen versuchen die Inhalte und Methoden auch mit den Augen der Schüler und Schülerinnen zu sehen, gehen also über die Didaktik und Methodik hinaus.
- Ganzheitliches Lernen / Fächerübergreifendes Lernen / Projektlernen / Praxislernen / Schülerunternehmen
- Handwerkliches und kreatives Arbeiten in Werkstätten
- Aktive Beteiligung der Eltern im Schul-Alltag
- Stammgruppen-Begleitung umgesetzt als Lehrgruppenunterricht (team teaching) durch jeweils eine Lehrerin und einen Lehrer
- Im 9. Jahrgang absolvieren die Schüler den „FCS eigenen Abschluss“. Er hebt Inhalte hervor, die die Schüler und Schülerinnen an der Freien Comenius Schule gelernt haben: Firmengründung, Verfassen einer Facharbeit, Sozial-Ökologisches Projekt u. a. Der Abschluss ist auch an Fähigkeiten orientiert: Reflexionsfähigkeit, Problemlösefähigkeit, Fähigkeit zu Präsentieren usw.

Die Freie Comenius Schule ist Mitglied im Bundesverband der Freien Alternativschulen und eine der wenigen freien Alternativschulen mit der Möglichkeit, nach dem zehnten Schuljahr einen Hauptschul- oder Realschulabschluss im Rahmen einer externen „Nichtschülerprüfung“ zu erwerben. Seit dem Jahr 2015 wird auch der „Berufsorientierte Abschluss“ vergeben. 2018 ist der schulinterne „Lebens-praktisch orientierte Abschluss“ hinzugekommen.

## Chronologie
- 1986: Gründung und Genehmigung als private Ersatzschule von Jahrgang eins bis Jahrgang sechs (Grundschule und Förderstufe)
- 1986: 16. August: Start mit 11 Kindern im CVJM-Heim in Darmstadt-Arheilgen
- 1988: Umzug der Schule in Pavillons der Lichtenbergschule Darmstadt
- 1993: Baubeginn der eigenen Schule in Kranichstein
- 1996: Unterrichtsgenehmigung für Jahrgänge sieben bis zehn
- 1998: Anerkennung als „Schule besonderer pädagogischer Prägung“
- 1999: Die ersten Schüler der FCS werden nach Externenprüfungen mit Haupt- und Realschulabschlüssen entlassen.
- 2003: Restrukturierung der Sekundarstufe – auch die Ober-Gruppe („O“) umfasst jetzt drei (statt bisher zwei) Jahrgänge.
- 2006: 20 Jahre Freie Comenius Schule. Eröffnung einer zweiten Ober-Gruppe, Neubau eines zusätzlichen Unterrichtsgebäudes für die Sekundarstufe.
- 2007: Abschluss der ersten Phase eines extern begleiteten Schulentwicklungsprozesses mit der Verabschiedung eines ausformulierten Leitbild-Papiers.
- 2009: Gastgeber für das „Bundestreffen der Freien Alternativschulen“ des BFAS.
- 2010: Anbau eines zusätzlichen Gruppenraums an das Sekundarstufen-Gebäude.
- 2010: Abschluss der zweiten Phase des Schulentwicklungsprozesses, unter anderem mit der Einführung differenzierterer Leitungsstrukturen und Berufung einer zweiköpfigen Schulleitung.
- 2012: Energetische Sanierung des doppelstöckigen Mittelgruppen-Gebäudes.
- 2016: Anlässlich des 30-jährigen Bestehens erneute Ausrichtung des BFAS-Bundestreffens.
- 2017: Erneuerung (Abriss und Ersatzneubau) des Verwaltungstrakts.